# Pesjtjera Aktjunkur
Pesjtjera Aktjunkur (ryska: Пещера Акчункур) är en grotta i Kirgizistan.   Den ligger i oblastet Ysyk-Köl Oblusu, i den östra delen av landet, 400 km öster om huvudstaden Bisjkek. Pesjtjera Aktjunkur ligger 3 162 meter över havet.
Terrängen runt Pesjtjera Aktjunkur är kuperad. Runt Pesjtjera Aktjunkur är det mycket glesbefolkat, med 5 invånare per kvadratkilometer. Det finns inga samhällen i närheten. Trakten runt Pesjtjera Aktjunkur består i huvudsak av gräsmarker.